# 法國特大航空
法國特大航空（英語：XL Airways France）是一家總部位於法國巴黎夏尔·戴高乐机场的航空公司。 該公司主要營運長程航班至非洲,中東,北美及加勒比海地區。
2019年9月19日，法國特大航空宣布从9月23日起暂停所有航班，机票销售立即停止，公司被接管。

## 歷史
法國特大航空於1995年由塞德里克·帕斯特魯爾（Cédric Pastrour）創辦，當時名為歐洲星空航空（Star Europe），同年12月5日正式營運，首航從里昂到特内里费岛。當時法國旅遊公司Look Voyages擁有高達58.6%股份。最初擁有一架波音737-300飛機，在1996年4月接收兩架波音737-400。1996年12月首次開通巴黎往加勒比地区的長途航班，使用從比利時市鳥航空租借的MD-11飛機。1997年引入五架A320以取代波音737，同年10月公司更名為星空航空（Star Airlines）。1998年加拿大越洋航空母公司越洋集團購入了星空航空大多數股份。2002年星空航空接收首架A330客機。
2006年英國的特大休閒集團收購了星空航空，並在11月23日更名為法國特大航空，但特大休閒集團在2008年破產，法國特大航空和德國特大航空被Straumur投資銀行收購。英國特大航空在2008年結業，德國特大航空亦在2012年結業。2012年10月，法國特大航空被瑞士的X-Air Aviation收購。
由于财务困难，法國特大航空于2019年9月19日起被置于接管之下。机票销售立即停止，从9月23日起航班暂停。法國特大航空自2018年起就与潜在买家進行谈判，在法庭的主持下，法國特大航空继续寻找新买家。

## 航點
法國特大航空的航點多達52個，主要是旅遊城市如威尼斯、巴勒莫、塞维利亚、坎昆、拉斯維加斯和紐約，此外地中海和加勒比海地區航點亦有不少。

## 機隊

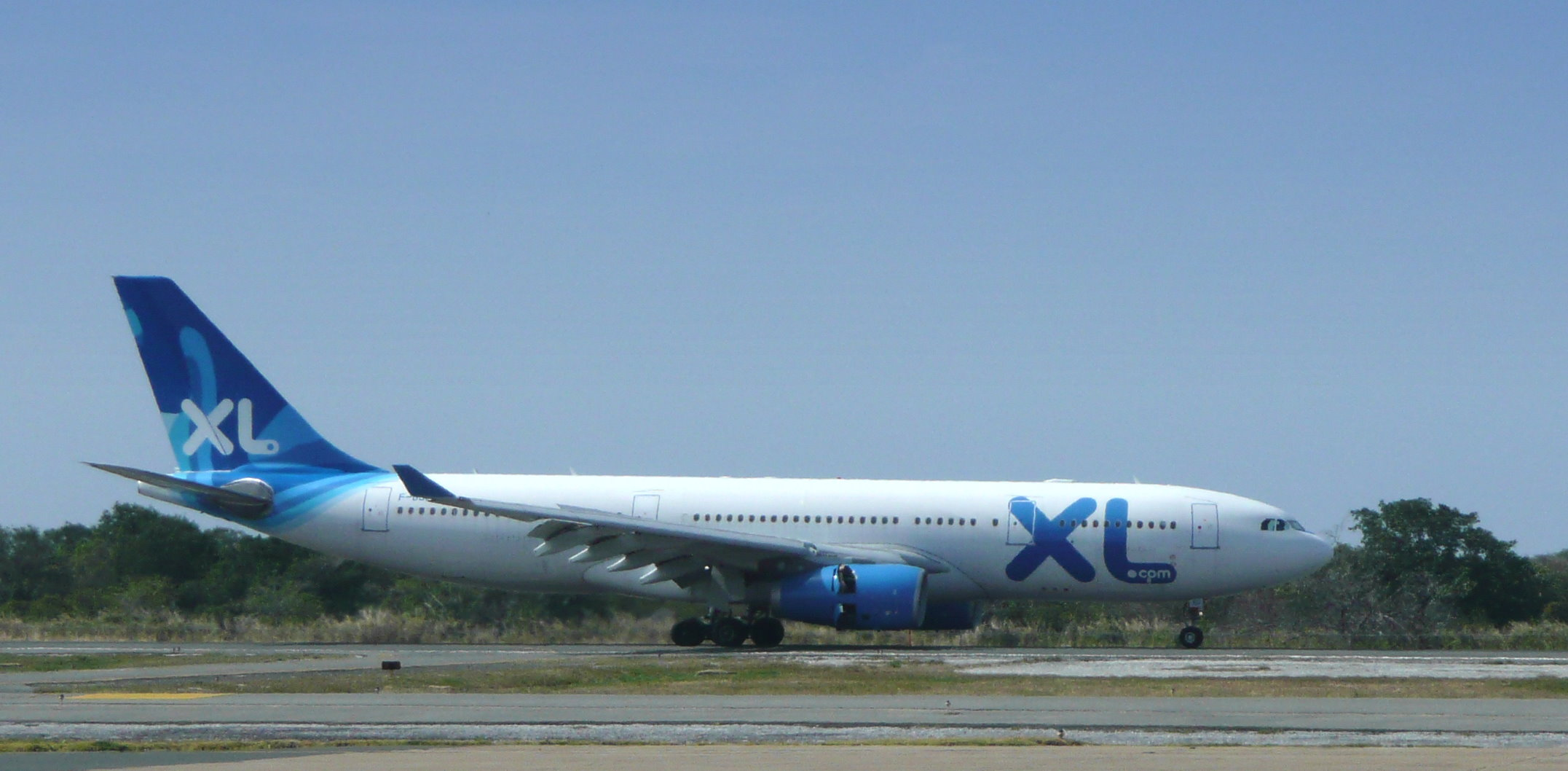
法國特大航空的A330

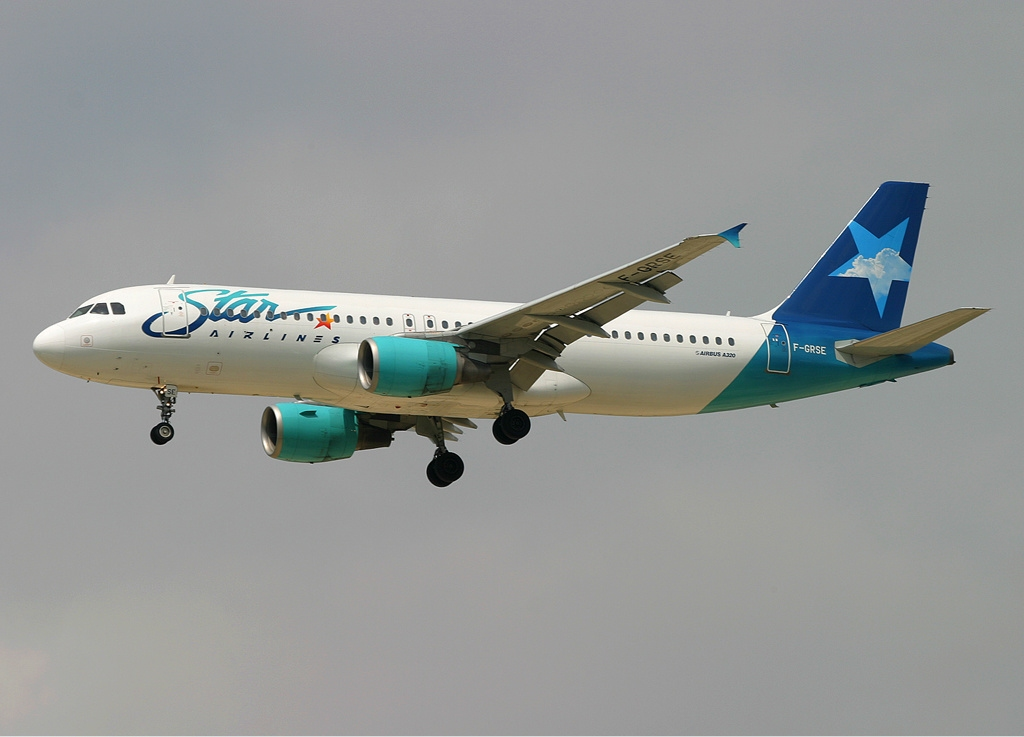
星空航空塗裝的A320

截至2016年12月，特大航空機隊如下：

## 參看
- 英國特大航空
- 德國特大航空

## 外部連結
- 官方網站 （法文）